# جوانغ زي
جوانگ زي Zhuangzi (بالصينية التقليدية: 莊子; بالمبسطة: 庄子, پن ين: Zhuāng Zǐ, ويد-گيلز: Chuang Tzŭ, المـُضاء. «جوانگ زي») كان فيلسوفاً صينياً واسع التأثير وقد عاش حول القرن الرابع قبل الميلاد أثناء فترة الممالك المتحاربة، أي في زمن المدارس المائة للفكر وهو العصر الذهبي للفكر الصيني. اسمه يـُكتب أحياناً Chuang Tsu أو Chuang Tzu أو Zhuang Tze أو Chouang-Dsi أو Chuang Tse.
ويـُعتقد أن جوانگ زي عاش في فترتي حكم الملك هوي من ليانگ King Hui of Liang والملك شوان من تشي King Xuan of Qi, في الفترة من 370 إلى 301 ق.م.. جوانگ زي كان من بلدة منگ Meng (蒙城, Méng Chéng) في مقاطعة سونگ (حالياً شانگتشيو 商邱, هنان). اسمه الأول كان جو Zhou (周, Zhōu). عـُرف أيضاً بمنگ المسئول Meng Official, Meng Zhuang, ومنگ العجوز Meng Elder (蒙吏, Méng Lì; 蒙莊, Méng Zhuāng, and 蒙叟, Méng sǒu, بالترتيب).
جوانگ زي هو أحد الفلاسفة الصينيون الذين جاءوا بعد كونفوشيوس وكانت لهم فلسفتهم الخاصة، فعلى أن «الرجوع إلى الطبيعة» لم يكن من السهل أن يقاوم بهذه الطريقة؛ بل قام في ذلك العصر من يدعو إليه كما قام من يدعوا إليه في كل العصور. ومن المصادفات التي يمكننا أن نسميها مصادفات طبيعية إن كان الداعي إلى هذا الرجوع أبلغ كتاب عصره وأفصحهم لساناً. لقد كان جوانگ زي مولعاً بالطبيعة يرى أنها سيدته التي تتحفي به على الدوام مهما كان بغيه أو كانت سنه، ومن أجل هذا فاضت فلسفته بأحاسيس روسو الشعرية مضافاً إليها مُلَحُ فلتير الهجائية. ومن ذا الذي يستطيع أن يتصور أن منشيوس ينسى نفسه بحيث يصف أحد الناس بأن له: «جدرة كإبريق من الفخار»، وقصارى القول أن جونج أديب وفيلسوف معاً. ولد هذا الفيلسوف في ولاية سونج، وتقلد وقتاً ما منصباً صغيراً في مدينة خيان. وزار قصور الملوك التي زارها منشيس، ولكن كلا الرجلين لا يذكر فيما بقي لنا من كتاباته اسم الآخر. ولعل كليهما كان يحب صاحبه كما يحب المعاصرون بعضهم بعضاً. ويروى عنه أنه رفض منصباً كبيراً مرتين. ولما عرض عليه دوق- ويه رياسة الوزارة ردّ على رسول الملك رداً مقتبضاً يدل على ما يتراءى للكاتب من أحلام: «اذهب من هنا لساعتك ولا تدنسني بوجودك، لخير لي أن أسلي نفسي وأمتعها في حفرة قذرة من أن أخضع لقواعد في بلاط ملك من الملوك». وبينما كان يصطاد السمك في يوم من الأيام إذ أقبل عليه رجلان من كبار الموظفين يحملان إليه رسالة من ملك خو يقول فيها: «أريد أن أحملك عبء جميع ملكي»، فأجابه جونج، كما يقول هو نفسه، دون أن يرفع نظره عن صيده: «لقد سمعت أن في خو صدفة سلحفاة كأنها روح من الأرواح، وقد ماتت سلحفاتها منذ ثلاثة آلاف عام، وأن الملك يحتفظ بهذه الصدفة في معبد أسلافه، وأنه يضعها في سلة مغطاة بالقماش. فهل كان خيراً للسلحفاة أن تموت وتترك صدفتها تعظم على هذا النحو؟ أو هل كان خيراً لها أن تظل حية تجر ذيلها من خلفها في الوحل؟» فأجاب الموظفان الكبيران: «لقد كان خيراً لها أن تعيش وتجر ذيلها من خلفها في الوحل» فقال لهما جونج: «اذهبا في سبيلكما، وسأظل أجر ذيلي ورائي في الوحل».
وكان احترامه للحكومات يعدل احترام سلفه الروحي لو- دزه، فكان يسره أن يشير إلى عدد ما يتصف به الملوك والحكام من صفات اللصوص. ويقول إنه إذا أدى الإهمال بأحد الفلاسفة الحقيقيين، فرأى نفسه يتولى شؤون إحدى الدول، فإن الخطة المثلى التي يجب عليه أن يسلكها هي أن لا يفعل شيئاً، وأن يترك الناس أحراراً يضعون ما يشاءون من نظم حكمهم الذاتي. «لقد سمعت عن ترك العالم وشأنه والكف عن التدخل في أمره ولم أسمع عن حكم العالم». ولم يكن ثمة حكومات في العصر الذهبي الذي سبق عهد أقدم الملوك. ولم يكن يو وشون خليقين بما حبتهما الصين وحباهما كونفوشيوس من تشريف وتعظيم، بل كانا خليقين بأن يتهما بالقضاء على ما كانت الإنسانية تستمتع به من سعادة بدائية قبل إقامة نظم الحكم في الحكم في العالم: «لقد كان الناس في عهد الفضيلة الكاملة يعيشون مجتمعين كما يعيش الطير والحيوان، ولا يفترقون عنهما في شيء، تتألف منهم ومن جميع المخلوقات أسرة واحدة. وأنى لهم أن يعرفوا فيما بينهم ما يميز العظماء فيهم من غير العظماء؟».
ويرى جونج أن من واجب الرجل العاقل أن يولي الأدبار حين يشاهد أولى معالم الحكومة، وأن يعيش أبعد ما يستطيع عن الفلاسفة والملوك، ينشد السلام والسكون في الغابات (وذلك موضوع جد آلاف من المصورين الصينيين في رسمه) وأن يترك كيانه كله يتبع الدَّو المقدس- قانون حياة الطبيعة ومجراها الذي لا تدركه العقول- من غير أن يعوقه في ذلك تفكير أو تدبير، لا يتكلم إلا قليلاً لأن الكلام يضل بقدر ما يهدى، ولأن الدَّو- طريقة الطبيعة وجوهرها- لا يمكن التعبير عنه بالألفاظ أو في أفكار، بل كل ما في الأمر أنه يمكن الشعور به في الدم. وهو يرفض أن يستعين بالآلات ويؤثر عليها الطرق القديمة المجهدة التي كان يجري عليها بسطاء الرجال، وذلك لأن الآلات تؤدي إلى التعقيد والفتنة وعدم المساواة بين الناس، وليس في مقدور أي إنسان أن يعيش بين الآلات ويستمتع بالسلام.
وهو يأبى أن يكون له ملك خاص ولا يجد للذهب نفعاً له في حياته؛ ويفعل ما فعله تيمن الأثيني فيترك الذهب مخبوء في جوف التلال واللآلئ في أعماق البحار. والذي يمتاز به من غيره أنه يفهم أن الأشياء جميعها تخص خزانة واحدة وأن الموت والحياة يجب أن ينظر إليهما نظرة واحدة«، على أنهما نغمتان من أنغام الطبيعة المتناسقة أو موجتان في بحر واحد. وكان الأساس الذي يقوم عليه تفكير جونج عين الأساس يقوم عليه تفكير لو- دزه شبه الأسطوري، وكان تفكير لو- دزه هذا يبدو لجونج أعمق كثيراً من تفكير كنفوشيوس، وكان في جوهره النظرة الصوفية لوحدة الكون غير الشخصية الشبيهة شبهاً عجيباً بنظرة بوذا وأتباع أبانيشاد، حتى ليكاد المرء يعتقد أن فلسفة ما وراء الطبيعة الهندية قد تسربت إلى الصين قبل أربعمائة عام من ظهور البوذية فيها حسبما يسجله المؤرخون. نعم إن جونج فيلسوف لا أدري، جبري، من القائلين بالحتمية ومن المتشائمين، ولكن هذا لا يمنعه أن يكون قديساً متشككاً، ورجلاً أسكرته الدَّرَّية؛ وهو يعبر عن تشككه هذا تعبيراً يميزه من غيره من أمثاله في القصة الآتية: قال شبه الظل يوماً ما للظل» إنك تارة تتحرك وتارة تثبت في مكانكـ تارة تجلس وتارة تقوم. فلم هذا التذبذب في القصد وعدم الاستقرار فيه؟«فأجابه الظل بقوله:» إن شيئاً أعتمد عليه هو الذي يجعلني أفعل ما أفعله،
ولكن هذا الشيء نفسه يعتمد على شيء آخر يضطره إلى أن يفعل هو الآخر ما يفعل. وأنى لي أن أعرف لم أفعل هذا الشيء ولا أفعل ذاك؟. إن الجسم إذا بلى بلى العقل معه؛ ألا ينبغي لنا أن نقول إن هذه حال يرثى لها كثيراً؟. إن ما يحدث في الأشياء كلها من تغيير- وجود ثم عدم- يسير (بلا انقطاع)؛ ولكننا لا نعرف من ذا الذي يسير هذه الحركة في طريقها على الدوام: وأنى لنا أن نعرف متى يبدأ الواحد منا؟ وأنى لنا أن نعرف متى ينتهي؟ إن كل ما في وسعنا أن ننتظر هذه البداية والنهاية، لا أكثر من هذا ولا أقل«. ويظن جونج أن هذه المشاكل إنما تنشأ من قصر تفكيرنا أكثر مما تنشأ من طبيعة الأشياء نفسها. فلا عجب والحالة هذه أن تنتهي الجهود التي تبذلها عقولنا الحبيسة لفهم العالم الأكبر الذي تكون هي جزيئات صغيرة منه، لا عجب أن تنتهي هذه الجهود بالمتناقضات والقوانين المتعارضة. ولقد كانت هذه المحاولة التي ترمي إلى تفسير الكل بإصلاحات الجزء إسرافاً في التطاول والاعتداد بالنفس، لا نجيزها إلا لما فيها من تسلية وفكاهة؛ لأن الفكاهة، كالفلسفة، هي النظر إلى الكل بمصطلحات الجزء، وكلاهما لا يمكن وجوده بغير الآخر. ويقول جوانگ زي إن العقل لا يفيد في فهم الأشياء الغائية أو أي شيء عميق كنمو الطفل مثلاً.» وليس الجدل إلا دليلاً على عدم وضوح الرؤيا«، وإذا أراد الإنسان أن يفهم الدَّو» فعليه أن يكبت علمه أشد الكبت. إن من واجبنا أن ننسى نظرياتنا ونشعر بالحقائق؛ وليس التعليم بنافع لنا في هذا الفهم، وأهم شيء في هذا أن نلقي بأنفسنا في غمرات الطبيعة. وما هو الدَّو الذي يراه الصوفي المحظوظ النادر الوجود؟ إنه شيء لا يمكن التعبير عنه بالألفاظ؛ وكل ما نستطيع أن نصفه به في عبارات ضعيفة ملأى بالمتناقضات هو قولنا إنه وحدة الأشياء كلها وانسيابها الهادئ من نشأتها إلى كمالها والقانون الذي يسيطر على هذا الانسياب. «ولقد كان موجوداً ثابتاً منذ الأزل قبل أن توجد السماء والأرض» وفي هذه الوحدة العالمية تتلاشى كل المتناقضات، وتزول كل الفروق، وتتلاقى كل الأشياء المتعارضة؛ وليس فيه ولا في نظرته إلى الأشياء طيب أو خبيث، ولا أبيض أو أسود، ولا جميل أو قبيح، ولا عظيم أو حقير. «ولو عرف الإنسان أن العالم صغير كحبة الخردل، وأن طرف الشعرة لا يقل في الارتفاع عن قمة الجبل، أمكن أن يقال عنه أنه يعرف النسبة بين الأشياء. وفي هذا الكل المبهم الغامض لا يدوم شكل من الأشكال، وليس فيه صورة فذة لا تنتقل إلى صورة أخرى في دورة التطور التي تسير على مهل:» إن بذور (الأشياء) دقيقة ولا حصر لها. وهي تكون على سطح الماء نسيجاً غشائياً. فإذا وصلت إلى حيث تلتقي الأرض والمياه اجتمعت وكونت (الحزاز الذي يكون) كساء الضفادع والحيوانات الصوفية. فإذا دبت فيها الحياة على التلال والمرتفعات صارت هي الطلح؛ فإذا غذاها السماء أضحت نبات عش الغراب. ومن جذور عش الغراب ينشأ الدود ومن أوراقه ينشأ الفراش. ثم يستحيل الفراش حشرة- وتعيش تحت موقد. ثم تتخذ الحشرة صورة اليرقة، وبعد ألف عام تصبح اليرقة طائراً. ثم تتحد الينجشي مع خيزرانة فينشأ من اتحادهما الخنج- تنج؛ ومنه ينشأ النمر، ومن النمر ينشأ الحصان، ومن الحصان ينشأ الإنسان. فالإنسان جزء من آلة (التطور) العظيمة، التي تخرج منها جميع الأشياء، والتي تدخل فيها بعد موتها«. لا ننكر أن هذه الأقوال ليس فيها من الوضوح ما في نظرية دارون ولكنها أياً ما كان غموضها نظرية تطور.» وفي هذه الدورة اللانهائية قد يستحيل الإنسان إلى صورة أخرى غير صورته؛ ذلك أن صورته الحالية ليست إلا مرحلة عابرة من مراحل الانتقال، وقد لا تكون في سجل الخلود حقيقة إلا في ظاهر أمرها- أو جزءاً من الفوارق الخداعة التي تُغَشّي بها مايا جميع الكائنات.

## حلم الفراشة

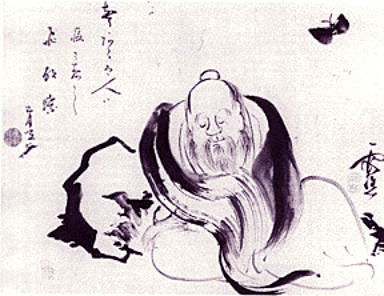
حلم الفراشة لجوانگ زي.

وليس الموت في رأيه إلا تغيراً في الصورة، وقد يكون تغيراً من حال إلى حال أحسن منها؛ أو أنه كما قال إبسن Ibsen فيما بعد الصائغ الذي يصهرنا مرة أخرى في أتون التغير والتطور: «مرض تزه- لاي حتى أصبح طريح الفراش يلفظ آخر أنفاسه، ووقف من حوله زوجه وأبناؤه يبكون. وذهب لي يسأل عنه فلما أقبل عليهم قال لهم:» اسكتوا وتنحوا عن الطريق! ولا تقلقوه في حركة تبدله«... ثم اتكأ على الباب وتحدث إلى (الرجل المحتضر). فقال له تزه- لاي:» إن صلة الإنسان بالين واليانج أقوى من صلته بأبويه. فإذا كانا يتعجلان موتي وأعصي أنا أمرهما فإني أعد حينئذ عاقاً شرساً. هنالك «كتلة (الطبيعة) العظمى» التي تجعلني أحمل هذا الجسم، وأكافح في هذه الحياة، وتهد قواي في سن الشيخوخة، ثم أستريح بالموت. وإذن فذلك الذي يعنى بمولدي هو الذي يعنى بوفاتي. فهاهو ذا صاهر يصب المعادن. فإذا كان المعدن الذي يتأرجح أثناء صبه يناديه. «يجب أن أكون مويه (سيفاً قديماً مشهوراً) فإن الصاهر العظيم يعد هذا المعدن معدناً خبيثاً بلا ريب. وذلك أيضاً شأن الإنسان، فإذا ما أصر أن يكون إنساناً ولا شيء غير إنسان، لأنه في يوم من الأيام قد تشكل في صورة الإنسان، إذا فعل هذا فإن من بيده تصوير الأشياء وتشكيلها سيعده بلا ريب مخلوقاً خبيثاً. وإذن فلننظر إلى السماء والأرض نظرتنا إلى مصهر عظيم، ولننظر إلى مبدل الأشياء نظرتنا إلى صاهر عظيم؛ فهل لا نكون في مكاننا الحق أينما ذهبنا؟ إن السكون هو نومنا والهدوء هو يقظتنا».
ولما تصرم أجل جونج نفسه أعد أتباعه له جنازة فخمة ولكنه نهاهم عن ذلك وقال لهم: «أليس موكب جنازتي معداً إذا كانت السماء والأرض تابوتي وغطائي، والشمس والقمر والنجوم شعائري، والخلائق كلها تشيعني إلى قبري؟» ولما عارض أتباعه في هذا، وقالوا إنه إن لم يدفن أكلت طيور الهواء الجارحة لحمه، رد عليهم جونج بقوله: «سأكون فوق الأرض طعاماً للحِدَأ، وسأكون تحتها طعاماً لصراصير الطين والنمل؛ فلم تحرمون بعضها طعامها لتقدموه للبعض الآخر؟». وإذا كنا قد أطنبنا في الكلام على فلاسفة الصين الأقدمين فإن بعض السبب في هذا يرجع إلى أن مشكلات الحياة الإنسانية المعقدة العسيرة الحل ومصائرها تستغرق تفكير العقل الباحث، وأن بعضه الآخر يرجع إلى أن علم فلاسفة الصين الأقدمين هو أثمن تراث خلفته تلك البلاد للعالم. ومن الدلائل القوية على قدر هذه الفلسفة أن ليبنتز Leibbnitz صاحب العقل العالمي الواسع، قام من زمن بعيد (في عام 1697 م)، بعد أن درس الفلسفة الصينية، ينادي بضرورة تطعيم فلسفة الشرق والغرب كلتيهما بالأخرى وعبر عن رأيه هذا بألفاظ ستظل محتفظة بقيمتها في كل عصر ولكل جيل: «إن الأحوال السائدة بيننا وما استشرى في الأرض من فساد طويل العهد تكاد كلها تحملني على الاعتقاد بأن الواجب أن يرسل إلينا مبشرون صينيون ليعلمونا أساليب الأديان القومية وأهدافها... ذلك بأني أعتقد أنه لو عين رجل حكيم قاضياً. ليحكم أي الشعوب أفضل أخلاقاً من سواها، لما تردد في الحكم للصين بالأسبقية في هذا المضمار».

## وصلات خارجية
- جوانغ زي على موقع الموسوعة البريطانية (الإنجليزية)
- جوانغ زي على موقع ميوزك برينز (الإنجليزية)
- جوانغ زي على موقع أول ميوزيك (الإنجليزية)
- جوانغ زي على موقع ديسكوغز (الإنجليزية)
- جوانغ زي على موقع ديسكوغز (الإنجليزية)
- جوانغ زي على موقع ديسكوغز (الإنجليزية)

1. ↑  Andrew Bell, Encyclopædia Britannica (بالإنجليزية البريطانية), Illustrator: Andrew Bell, Encyclopædia Britannica, Inc., OCLC:71783328, OL:8232128W, QID:Q455
2. ↑  "معلومات عن جوانغ زي على موقع iep.utm.edu". iep.utm.edu. مؤرشف من الأصل في 2019-07-19.
3. ↑  "معلومات عن جوانغ زي على موقع trove.nla.gov.au". trove.nla.gov.au. مؤرشف من الأصل في 2019-09-02.
4. ↑  "معلومات عن جوانغ زي على موقع lesarchivesduspectacle.net". lesarchivesduspectacle.net. مؤرشف من الأصل في 2019-12-16.